# 瞿如

明朝，胡文煥《山海经图》。

瞿如為記載於《山海经》中的一種鳥，样子像鵁，头却是白的，有三只脚，脸像人。叫声是自己的名字。